# Cijuela
Cijuela és un municipi andalús situat en la part occidental de la Vega de Granada (província de Granada), en el sud-est d'Espanya. Limita amb els municipis de Láchar, Fuente Vaqueros, Chauchina, Chimeneas i Pinos Puente. Pel seu terme municipal discorren els rius Genil i Noniles.